# Reichskleiderkarte

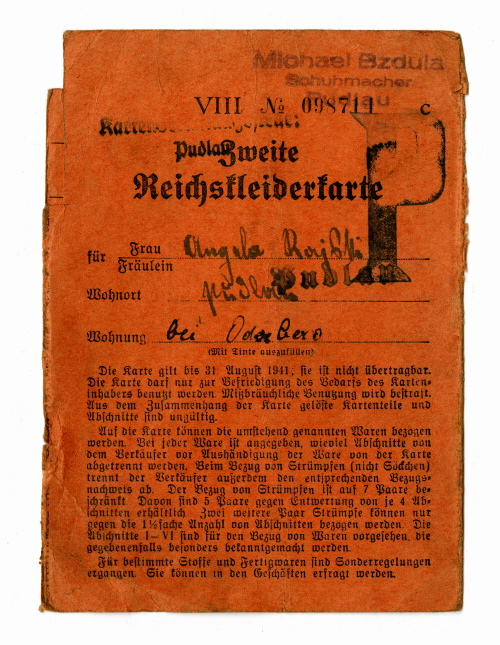
Reichskleiderkarte P(olen)

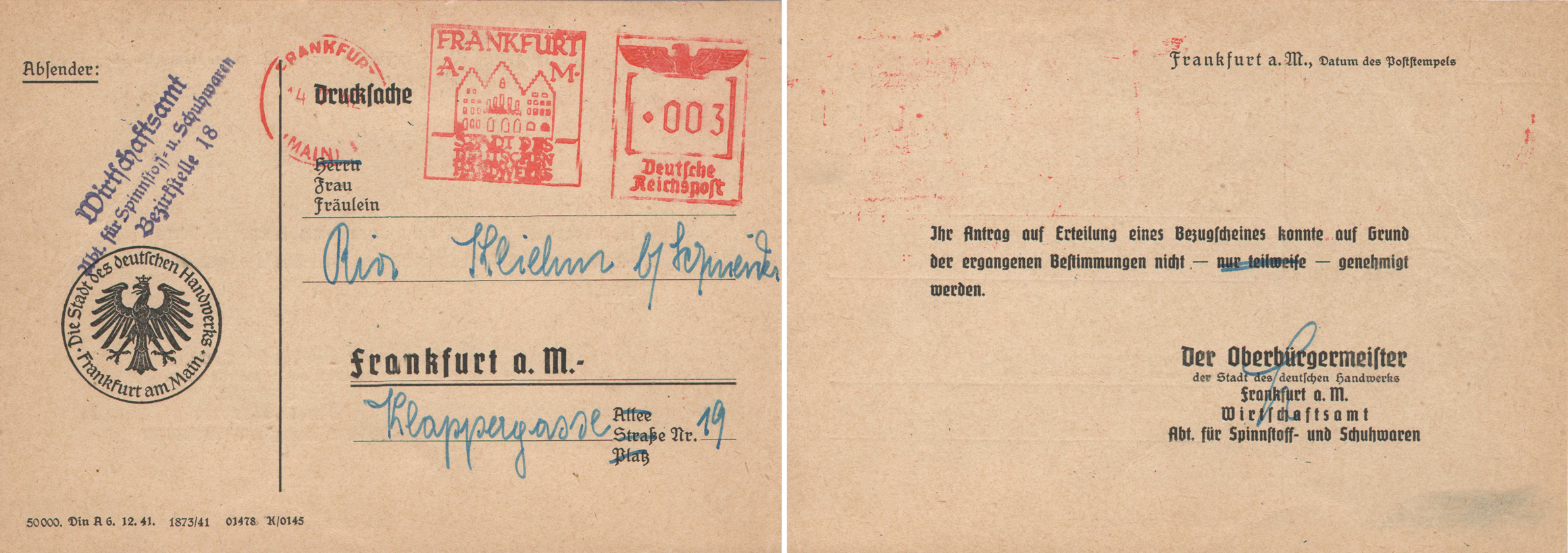
Ablehnungsschreiben 1942

Die Reichskleiderkarte war ein zur Zeit des Zweiten Weltkriegs in Deutschland gängiger Bezugsschein für den Einkauf von Textilien. 
Sie war ein Rationierungssystem, eingeführt aufgrund der zunehmenden Ressourcenknappheit zur effizienten Verteilung von Textilien. Die Karte wurde von Hans Kehrl am 14. November 1939 eingeführt und folgte im Rahmen der Kriegswirtschaft den kurz zuvor eingeführten Lebensmittelmarken. Juden waren vom Bezug ab dem 6. Februar 1940 ausgeschlossen. Es wurden Textilien wie Socken, Pullover, Kleider etc. rationiert. Man schrieb auf der Karte 100 Punkte gut, mit denen Verbraucher die oben genannten Textilien erwerben konnte. Socken kosteten beispielsweise 4 Punkte, Pullover 25 und ein neues Kleid 45. Ähnlich wie bei Lebensmittelkarten bedeutete dies aber nicht, dass man die Waren auch definitiv erhielt – die Karte stellte nur eine Berechtigung dar die entsprechenden Kleidungsstücke kaufen zu dürfen, wenn sie angeboten wurden.